# Sungai Kedayan (Fluss)

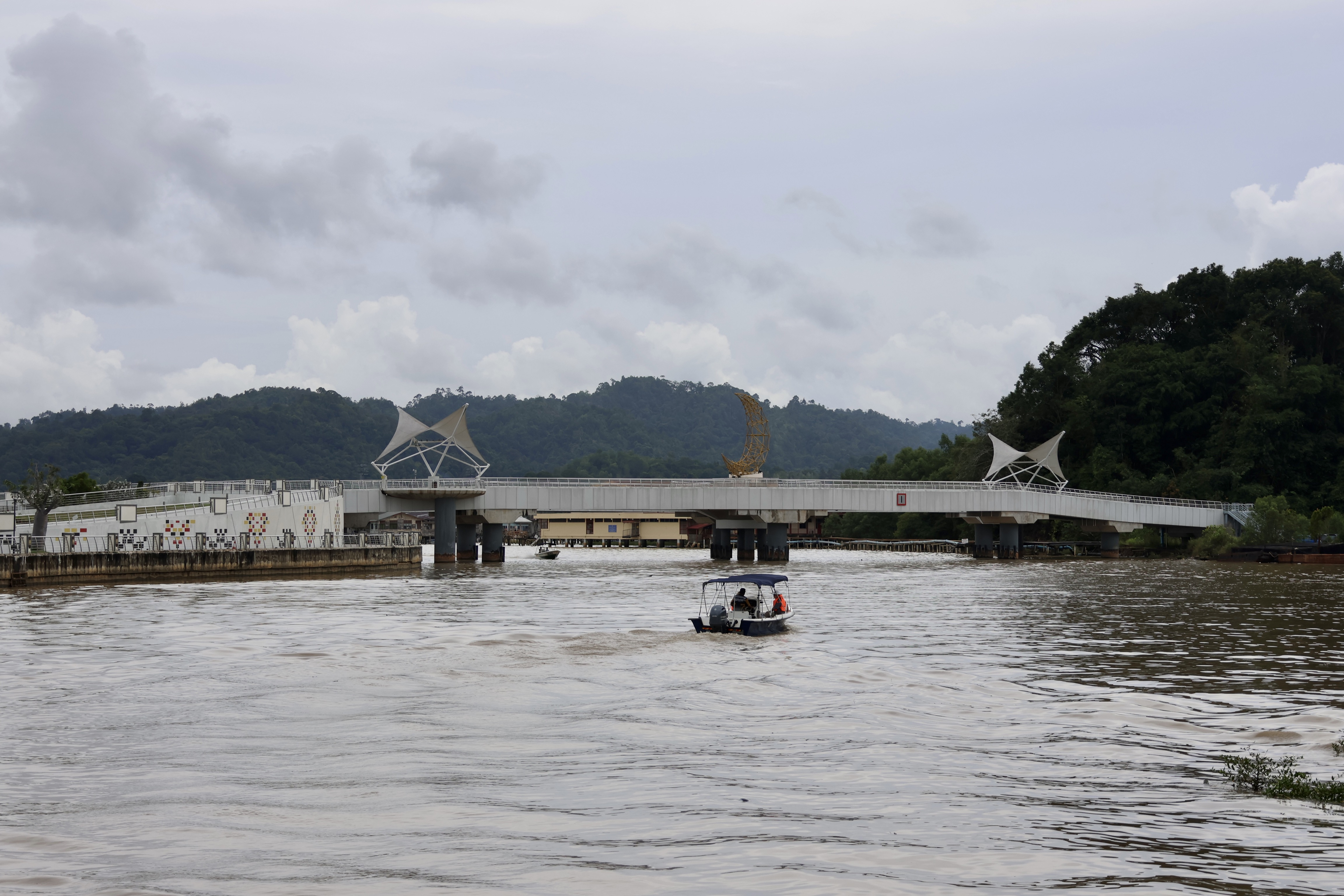
Mündung des Sungai Kedayan beim Park Taman Mahkota Jubli Emas.

Der Sungai Kedayan (englisch Kedayan River) ist ein Zufluss des Sungai Brunei im Gebiet der Hauptstadt von Brunei, Bandar Seri Begawan.

## Geographie
Der Fluss entsteht zwischen den Wohngebieten von Kampong Pingai Berakas und Kampong Pengkalan Gadong, sowie dem Flughafen Brunei International, nur etwa 4 km nördlich des Stadtzentrums von Bandar Seri Begawan. Der bedeutendste Zufluss ist der Sungai Berakas. Der Fluss verläuft nach Süden und nimmt noch zahlreiche Zuflüsse von Ost und West auf, unter anderem Sungai Gadong (r) und Sungai Tungkadeh (l). Er verläuft vorbei an der Sultan-Omar-Ali-Saifuddin-Moschee und mündet beim Kampong Pengiran Bendahara Lama, beziehungsweise beim Park Taman Mahkota Jubli Emas von links und Norden in den Sungai Brunei.

## Geschichte
Am 22. Oktober 2017 wurde der Taman Mahkota Jubli Emas (Park des Goldenen Krönungsjubiläums) offiziell eröffnet. Er ist Teil des Sungai Kedayan Eco-Corridor Project, durch welches das Gebiet umgestaltet werden soll. Dafür wurde das Stadtviertel Kampong Sungai Kedayan, eine der ältesten Pfahlbausiedlungen in dem Gebiet abgerissen.